# Saint-Nicolas-la-Chapelle (Savoia)
Saint-Nicolas-la-Chapelle è un comune francese di 459 abitanti situato nel dipartimento della Savoia della regione dell'Alvernia-Rodano-Alpi.
Nel territorio comunale il fiume Arrondine confluisce nell'Arly.

## Società

### Evoluzione demografica
Abitanti censiti